# Rechtsquellenstiftung
Die Rechtsquellenstiftung der Schweizerischen Juristischen Gesellenschaft (SJG) (bis 2025 Schweizerischer Juristenverein) ist eine Stiftung, die Rechtsquellen aus dem 14. bis 18. Jahrhundert ediert.

## Gründung
Der Schweizer Juristenverein (SJV) bzw. die Schweizerische Juristische Gesellschaft (SJG) war bereits seit seiner Gründung am 7. Juli 1861 in Luzern mit wissenschaftlichen Fragen der Rechtsvereinheitlichung befasst. Angeregt durch die Monumenta Germaniae Historica fasste der SJV auf Initiative Andreas Heuslers im Jahr 1895 den Beschluss zu einer  Sammlung Schweizerischer Rechtsquellen aus allen Sprachteilen der Schweiz. Die Stiftung sammelte seitdem auf rund 80 000 Textseiten neben klassischen Rechtsquellen wie Stadt- und Landrechten oder Gerichtsatzungen auch Verträge, Gerichtsurteile, Auszüge aus Ratsprotokollen mit Policey-Verordnungen zu allen Aspekten des damaligen Lebens, etwa zur Sauberhaltung von Brunnen, zum Fangen von Maikäfern oder zum nächtlichen Lärmen, Schreien und Singen auf den Strassen.

## Stiftungspräsidenten
- 1894–1921 Andreas Heusler
- 1921–1935 Walther Merz
- 1935–1960 Hermann Rennefahrt
- 1960–1966 Jacob Wackernagel
- 1966–1988 Hans Herold
- 1988–2006 Claudio Soliva
- seit 2006 Lukas Gschwend